# Моран Солније MS.230
Моран Солније MS.230  (фра. Morane-Saulnier MS.230) је француски једномоторни, двоседи, висококрилни авион, мешовите конструкције (носећа конструкција од челичних цеви, конструкција крила дрвена облога алуминијумски лим и импрегнирано платно) који се користио као авион за обуку пилота и спортски авион, између два светска рата за време и непосредно после Другог светског рата.

## Пројектовање и развој
Почетком 1928. године француско министарство за ваздухопловство је расписало кункурс за школски авион намењен прелазној обуци војних пилота. На конкурсу су учествовале фирме Bloch, Gourdou-Lesseur, Loire Nieuport и Morane-Saulnier са свијим авионима. Моран Солније је понудио једнокрилац са високо постављеним крилом (парасол), једним мотором и два седишта. Прототип је добио ознаку МС.230. Пилот ученик и његов инструктор су седели у отвореним тандем кокпитима испод крила, на којем је исечен део изнад кабине како би се олакшала видљивост нагоре и напред. МС.230 је такође карактерише робусан стајни трап са широким размаком точкова и добром амортизацијом. Труп авиона је био кружног облика. Авион је имао радијални мотор и није био наоружан. Први лет је одржан у фебруару 1929. године.

## Технички опис
Авион Моран Солније MS.230 је једнокрили, висококрилни, двоседи једномоторни авион мешовите конструкције и фиксним стајним трапом.
Носећа конструкција трупа авиона је била потпуно направљена од челичних цеви а оплата од импрегнираног платна. Предњи део авиона (носач мотора) и горња страна трупа је била обложена са алуминијумским лимом. У трупу су се налазиле две кабине у тандем распореду (једна иза друге). Стандардна верзија авиона је имала дупле команде. Ивица кабине је била тапацирана кожом а испред оба кокпита налазио се стаклени ветробран који су штитили посаду од ветра. Труп је био облог попречног пресека. На трупу су са обе стране авиона постављени ногосупи и држачи који су омогућавали безбедно и лако улажење посаде у кабине.
Авион је у току производње био најчешће опреман Salmson 9Ab радијалним ваздухом хлађеним мотором са 9 цилиндара и снаге 169 kW (230 KS). На вратилу мотора су биле причвршћене дрвене двокраке вучне, елисе непроменљивог корака пречника 2,8 метара.  Носачи мотора су били направљени од заварених челичних цеви.
Крила су релативно танког профила ослоњена са паралелним профилисаним упорницама. Облик крила је био готово правоугаоник, са заобљеним крајевима. Нападна линија крила је била закошена у односу на осу трупа авиона. Конструкција крила је била од дрвета са две дрвене рамењаче, а облоге од импрегнираног платна. Покретни делови крила су такође имали конструкцију од дрвета док им је облога била од импрегнираног платна. Крилне упорнице се ослањају на конструкцију стајног трапа па цео систем представља једну веома круту целину. Репни делови вертикални и хоризонтални стабилизатори и кормила правца и висине су имали конструкцију од челичних цеви а облогу од импрегнитаног платна. Хоризонтални стабилизатори су упорницама са доње стране били ослоњени на труп авиона а затезачима са горње стране за вертикални стабилизатор.
Стајни трап је био класичан фиксан са гуменим точковима великих димензија. Састојао се од троугласте виљушке причвршћене за труп авиона и вертикални носач у коме је био уграђен уљни амортизер.

### Варијанте авиона Моран Солније MS.230
- MS.229 - са мотором Hispano-Suiza H8a V8
- MS.230 - са мотором Salmson 9Ab снаге 169 kW, серијска производња, произведено око 1.100 примерака
- MS.231 - са мотором Lorraine 7Mb снаге 179 kW
- MS.232 - експериментални са дизел мотором Clerget 9Ca снаге 172 kW,
- MS.233 - са моторима Gnome-Rhône 5Ba или Gnome-Rhône 5Bc снаге 172 kW,
- MS.234 - са мотором Hispano-Suiza 9Qa снаге 186 kW,
- MS.235 - са мотором Gnome-Rhône 7Kb снаге 224 kW, (MS.235H - хидроавион са пловцима)
- MS.236 - са мотором Armstrong Siddeley Lynx IVC снаге 160 kW,
- MS.237 - са мотором Salmson 9Aba снаге 209 kW.

## Земље које су користиле Авион Моран Солније MS.230
| - Белгија - Бразил - Чехословачка - Француска - Грчка - Нацистичка Немачка - Португалија | - Румунија - Шпанија - Швајцарска - САД - Венецуела - Краљевина Југославија |

## Оперативно коришћење
Авион Моран Солније MS.230 је произведен у 1.100 примерака. Користио се као авион за прелазну обуку пилота у ратним ваздухопловствима у преко 12 земаља. У своје време био је веома успешан авион одликовао се великом стабилношћу и лако се њиме управљало. Веома дуго се користио тако да је последњи авион овог типа престао да се користи 1967. године што је дуг период и за авионе потпуно металне конструкције а камоли за авионе мешовите конструкције. Поред војне употребе авион се користио и у цивилне сврхе.

## Авион Моран Солније MS.230 у Југославији
Ваздухопловни аташе при француској амбасади и Београду капетан Жак де Тарле је долетео 22. маја 1935. године у Београд авионом Моран Солније MS.230. Авион је има француску регистрацију F-ANJE. То је био нов авион произведен 1935. године, а власник му је била француска влада. Авион је остао у Београду ради тренаже француског ваздухопловног аташеа. Од јула месеца 1936. године овај авион носи југословенску регистрацију YU-PDT.
Постојао је вероватно још један разлог за такву одлуку Француза. Наиме почетком 30-тих година двадесетог века Команда војног ваздухопловства Краљевине Југославије (ВВКЈ) је у циљу модернизације свога ваздухопловства желела да обнови авионе за прелазну пилотску обуку и избор је пао баш на авион Моран Солније MS.230. Ово је изазвало незадовољство групе инжењера из техничке службе Команде ВВКЈ која је тврдила да постоје властити кадрови који су у стању да пројектују авион те класе а да је и југословенска аеронаутичка индустрија у стању да произведе такав авион. Због тога је почетком 1933. године основана конструкторска група која је ван радног времена уз сагласност руководилаца пројектовала прелазно школски ловачки авион под радним називом „Прототип ваздухопловно-технички“, скраћено ПВТ (овај назив авиона је задржан иако је авион касније ушао и у серијску производњу). Радови на овом авиону су завршени у рекордном року (пројектовање, израда прототипа, фабричка испитивања и тестирање у опитној групи) тако да је већ крајем 1935. године поручена прва серија од 20 авиона која је испоручена у току 1936. Показало се да је овај авион био стварно бољи од авиона Моран Солније MS.230. Французи су све то време држали овај авион на земунском аеродрому, сумњајући да ће Југословени успети у својим намерама, за сваки случај није лоше да им првобитно изабрани авион буде пред очима.
Из југословенског регистра цивилних авиона Моран Солније MS.230 је избрисан 1937. године, а од 1938. године Француска амбасада у Београду користи један други авион Кодрон C.635 који је био знатно примеренији потребама амбасаде него што је то био авион Моран Солније MS.230.

### Сачувани примерак
Сачувано је до данас 5 примерака ових авиона који се чувају као музејски примерци у ваздухопловним музејима у Белгији, Чешкој, Француској, Шпанији и САД. Поред тога постоји и неколико реплика овог авиона који су у летном стању.